# 名古屋市志段味スポーツランド
名古屋市志段味スポーツランド（なごやししだみスポーツランド）は、愛知県名古屋市守山区桜坂五丁目にあるスポーツ施設。環境事業局のゴミ埋め立て処分場の跡地利用である。

## 沿革

### 施設前史
- 1963年（昭和38年） - 名古屋市による守山市の吸収合併により、守山市の守山焼却所が名古屋市有となった[2]。同焼却所は7465平方メートルの敷地を有しており、のちにこの敷地においてゴミの埋め立て処分が行われることになった[3]。
- 1967年（昭和42年）8月10日 - 守山処分場使用開始[4]。
- 1970年（昭和45年）2月20日 - 守山処分場埋め立て完了[4]。翌日から隣接して守山北部処分場の使用開始[4]。守山北部処分場はかつて亜炭の採掘場であったために、地下に所在不明の坑道が縦横に走っており、処分場建設のための掘削工事が難航したという[3]。亜炭採掘の坑道が地下に存在していること、ゴミ処分場であったことが後年プールの閉鎖の原因ともなった。
- 1974年（昭和49年）5月31日 - 守山北部処分場埋め立て完了[4]。守山・守山北部処分場を合わせて、404,434トンのゴミが埋め立てられた[4]。
- 1982年（昭和57年）10月 - 名古屋市スポーツ振興計画（レインボープラン）が示され、名古屋市スポーツ振興事業団が成立[5]。
- 1984年（昭和59年）2月 - 建設が開始された[1]。総工費は14億2000万円あまり[1]。

### 開業以降
- 1985年（昭和60年）7月20日 - 開業[1]。開業当時の施設は屋外プール、庭球場、少年野球場、芝生広場であった[1]。管理は財団法人名古屋市スポーツ振興事業団が名古屋市教育委員会からの委託を受けて行っていた[1]。午前10時30分から開所式が行われ、当時の西尾武喜市長らが出席し、名古屋市立志段味中学校水泳部員が模範泳法を披露した[新聞 1]。午後1時からプールの無料開放が行われ、約500人が列をなした[新聞 1]。その他の施設の利用開始は翌21日から[新聞 2]。
- 1987年（昭和62年）4月18日 - 体育館竣工[1]。翌19日には競技場およびトレーニング室の無料開放、21日から一般利用が開始[新聞 3]。
- 1990年（平成2年）7月1日 - 流水プール開場[6]。市内各地の市営プールのプール開きに合わせて、流水プール完成式が挙行された[新聞 4]。
- 2009年（平成21年）末 - プールが地盤沈下などを理由に廃止される[WEB 1]。
- 2012年（平成24年）度 - プール跡地に第2少年野球場が整備[WEB 2]。

## 園内設備

### 体育館
1987年（昭和62年）4月18日竣工の建物。総事業費は5億6000万円あまり。メインとなる競技室のほか、トレーニング室、会議室兼軽運動室、事務室、医務室、更衣室、ロビーを備える。692.05平方メートル。

#### 競技室
面積1091.56平方メートル。2階には観覧席が備えられており、350席ある（移動式座席が750席）。バスケットボールコート1面、バレーボールコート2面、テニスコート2面、バドミントンコート6面、レクリエーションインディアカコート6面、卓球16面がそれぞれ取れると案内されている。

#### トレーニング室
面積200平方メートル。

#### 会議室兼軽運動室
面積80平方メートル。会議室としての定員は36名。

### 庭球場
開業当初は10面。ロッカールームなどがあるクラブハウスも設置されている。

### 少年野球場
面積8900平方メートル。少年野球もしくはソフトボール用。

### 芝生広場
面積約4000平方メートル。予約なしで自由に利用できる。ゲートボール場が1面存在する。

### 屋外プール
1985年（昭和60年）の開業時は、練習用プールとして50メートルコースが7コース（うち、4コースは水深1.1メートルから1.3メートル、3コースは水深1.8メートルから2.0メートル）、学童用プールが15メートル×10メートル（水深0.8メートルから1.0メートル）、幼児用プールが120平方メートル（水深0.3メートルから0.4メートル）。
練習用プールのうち3コース（水深2メートル）の部分はスポーツランドに隣接している名古屋市消防学校の鍛錬および水難救助の訓練用などに利用する「消防局訓練用」として使用された。
1990年（平成2年）には新たに延長180メートル、幅6メートル、水深1.0メートルの流水プールおよび延長68メートルと53メートルのウォータースライダー2基が整備された。流水プールの流速は秒速0.6メートル。流水プールは名古屋市営プールとしては初めて整備された。
2012年（平成24年）度にはスポーツ振興くじ助成金の補助により、跡地に第2少年野球場が整備された。総事業費約7千万円。

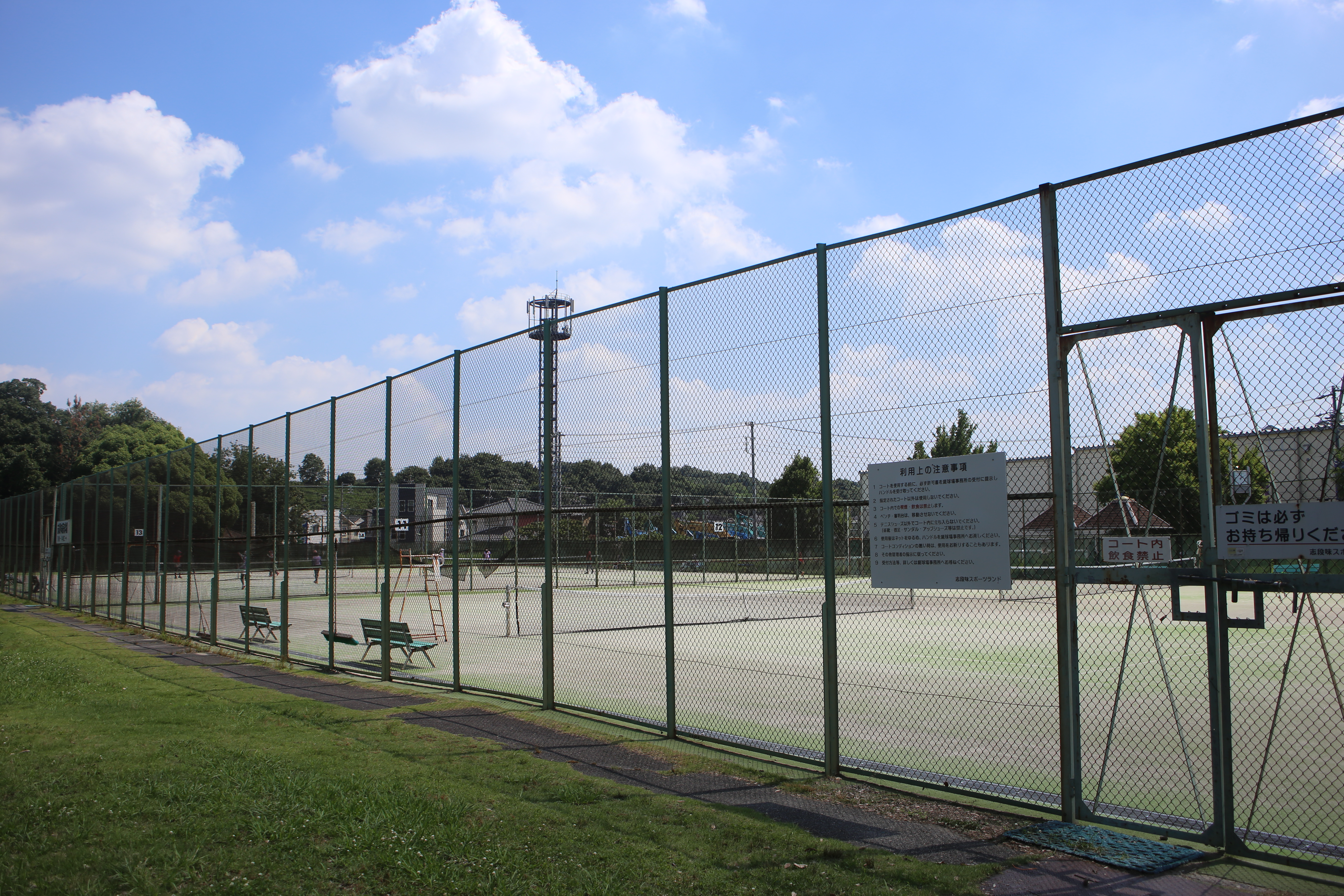
庭球場
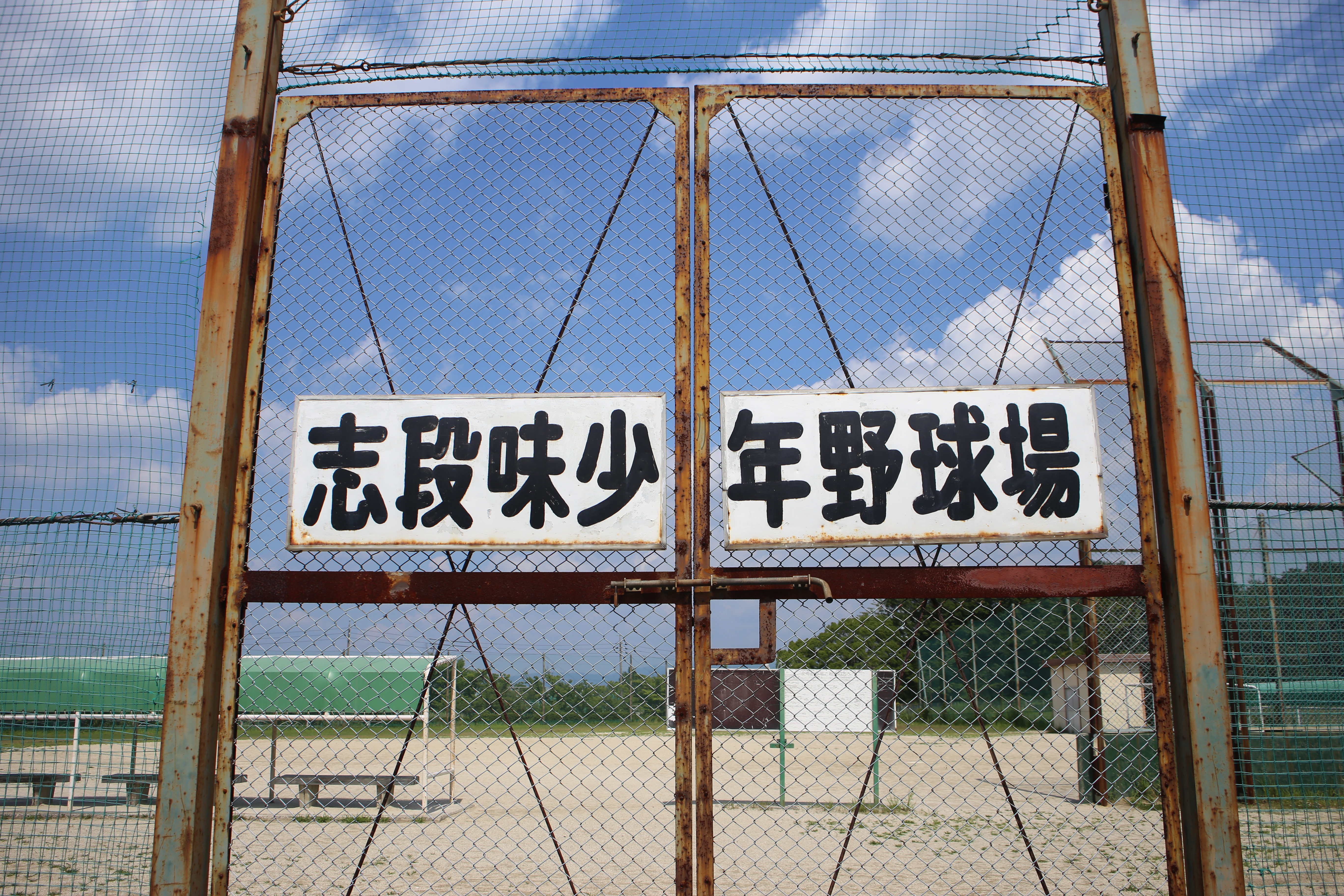
少年野球場
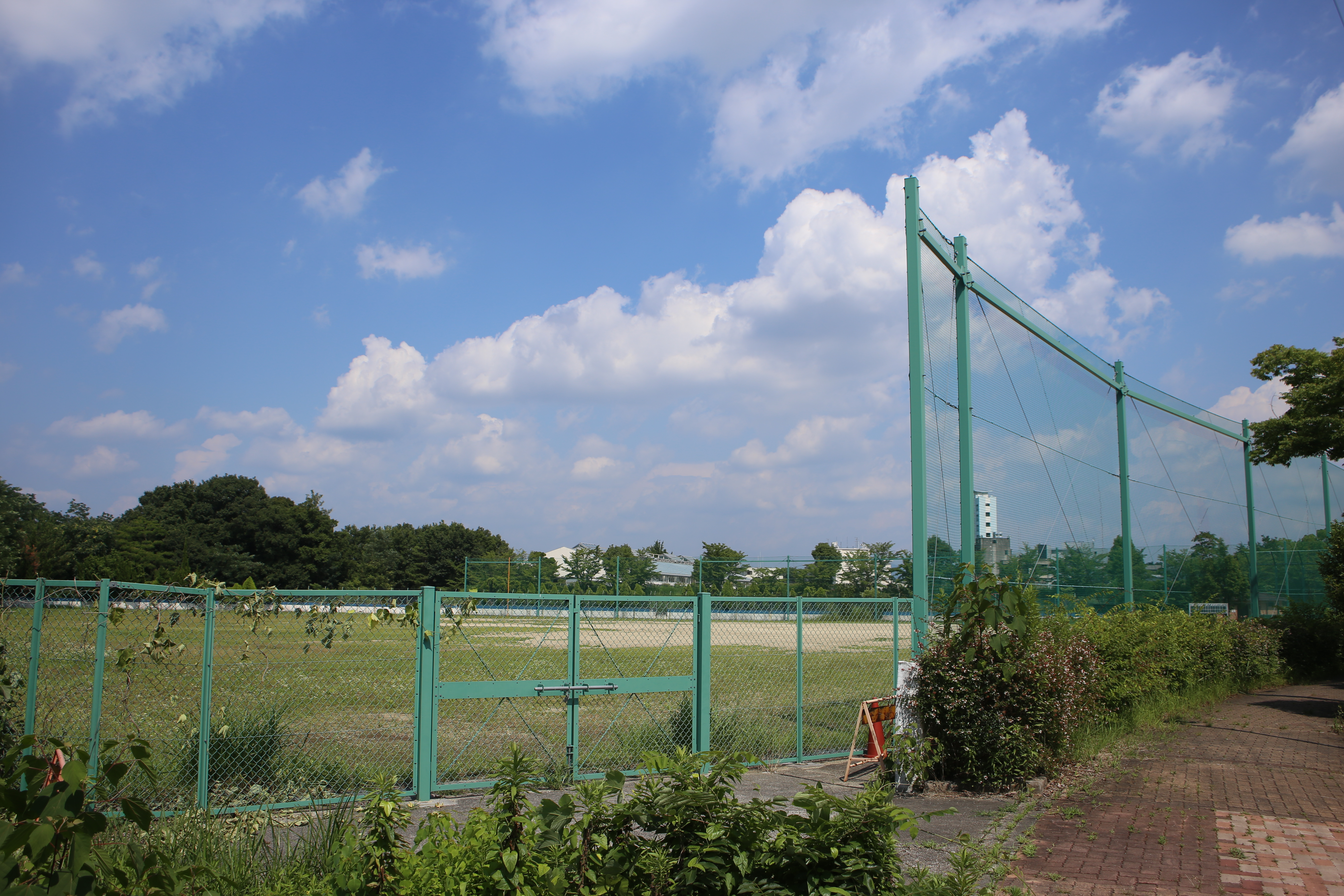
第二少年野球場

## 所在地
- 愛知県名古屋市守山区桜坂五丁目105番地

## 交通アクセス
- 名古屋市営バス「志段味サイエンスパーク」・「玉野川学園」停留所下車よりそれぞれ徒歩で約5分[WEB 3]。
- 名古屋ガイドウェイバス「志段味スポーツランド」停留所下車[WEB 3]。

※今年2024年3/31のダイヤ改正より「志段味スポーツランド」を経由しないルートに変更、名古屋市営バス同様の最寄りバス停に変更となる。

### WEB
1. ↑  志段味スポーツランド・名古屋市教育委員会 (2009年4月). “志段味スポーツランド『屋外冷水プール』について” (PDF). 2022年7月3日閲覧。
2. 1 2 3  名古屋市役所スポーツ市民局スポーツ推進部スポーツ施設室スポーツ施設係 (2013年12月11日). “平成24年度スポーツ振興くじ助成事業”.   名古屋市. 2022年7月3日閲覧。
3. 1 2  “交通案内”.   JPN. 2022年7月1日閲覧。

### 新聞
1. 1 2  「「志段味スポーツランド」オープン 待ちかねた!!さぁ水しぶき 少年野球場や庭球場10面」『中日新聞朝刊』1985年7月21日、市民版、14面。
2. ↑  「守山区下志段味にスポーツ施設 7月20日にはプールを無料開放」『広報なごや』昭和60年7月号、1985年7月、7面。
3. ↑  「志段味スポーツランド 体育館の竣工」『広報なごや』昭和62年4月号、1987年4月、6面。
4. 1 2 3  「志段味に初の〝流水〟 市営 雨で寂しいプール開き」『中日新聞朝刊』1990年7月2日、市民版、17面。

### 書籍
1. 1 2 3 4 5 6 7 8 9 10 11 12  名古屋市スポーツ振興事業団 1988, p. 1.
2. ↑  名古屋市環境事業局・なごやの清掃事業編集委員会 1982, p. 222.
3. 1 2  名古屋市環境事業局・なごやの清掃事業編集委員会 1982, p. 223.
4. 1 2 3 4 5  新修名古屋市史編集委員会 1998, p. 804.
5. ↑  名古屋教育史編集委員会 2015, p. 572.
6. 1 2  名古屋市教育スポーツ振興事業団 1999, p. 21.
7. 1 2 3 4 5 6  名古屋市スポーツ振興事業団 1988, pp. 3–8.
8. ↑  名古屋市スポーツ振興事業団 1988, p. 9.
9. ↑  名古屋市スポーツ振興事業団 1988, p. 10.
10. 1 2  名古屋市スポーツ振興事業団 1988, p. 13.
11. 1 2 3  名古屋市スポーツ振興事業団 1988, p. 14.
12. ↑  名古屋市スポーツ振興事業団 1988, pp. 11.
13. ↑  名古屋市消防史編集委員会 1989, p. 472.